# Championnats du monde de cyclisme sur piste
Pour un article plus général, voir Championnat du monde de cyclisme.
Cet article traite uniquement des championnats élites. Pour les juniors, voir Championnats du monde de cyclisme sur piste juniors.
Les Championnats du monde de cyclisme sur piste se tiennent tous les ans depuis 1893 à l'exception des périodes de guerre mondiale. Ils proposent aux pistards de s'affronter pour le titre mondial dans différentes épreuves. À partir de 2017, dix disciplines pour les hommes et pour les femmes sont proposées.
La première édition des championnats du monde amateurs de cyclisme sur piste a eu lieu à Chicago en 1893 avec trois épreuves seulement : l’Américain Arthur A. Zimmermann remporte le sprint et l'épreuve des 10 kilomètres et le Sud-Africain Lawrence Meintjes remporte le 100 kilomètres de demi-fond derrière derny. Les épreuves féminines ont débuté en 1958 avec deux épreuves, la vitesse et la poursuite, sous le statut amateur. En 1993, les épreuves professionnelles et amateurs masculines ont été réunifiées et intitulées open.
Depuis 1893, les épreuves masculines ont compté dix-huit disciplines différentes et les épreuves féminines onze. Cependant, certaines épreuves masculines ont été retirées :
- le 10 km dès 1895,
- Quatre épreuves ont été réunifiées à partir de 1993 : vitesse, poursuite, course aux points et demi-fond, devenus open.
- Deux épreuves ont été supprimées en 1995 : tandem et demi-fond.

D'autres épreuves ont été ajoutées au début du XXIe siècle : 
- le keirin féminin, le scratch masculin et féminin en 2002,
- l'omnium masculin et la vitesse par équipes féminine en 2007,
- la poursuite par équipes féminine en 2008,
- l'omnium féminin en 2009,
- la course à l’américaine féminine en 2017[1],
- les courses à l'élimination masculine et féminine en 2021

## Histoire des championnats

### Avant-guerre
La première compétition étant reconnue comme championnats du monde s'est déroulée en 1893 à Chicago lors de l'exposition universelle. L'officialisation de son palmarès découle de la création, en 1892, de la première organisation mondiale de cyclisme nommée International Cycling Association. Ces championnats se sont disputés entre coureurs amateurs sur trois épreuves : le demi-fond, la vitesse, et les 10 kilomètres ; sur deux jours, les 11 et 12 août 1893. Les concurrents sont en majorité issu du continent américain, et plus précisément des États-Unis, et c'est ainsi que sur neuf médailles distribuées, sept ont été remportées par ces derniers. Le premier champion du monde, est un Américain : Arthur Zimmerman, il réalise un doublé vitesse et 10 kilomètres, et finalement, un Sud-Africain, Lawrence Meintjes remporte la course de 100 kilomètres demi-fond derrière derny. Il est à noter que le nombre de concurrents est assez restreint, avec seulement neuf coureurs recensés pour la course des 10 km, six pour la vitesse et une douzaine de coureurs pour le demi-fond.
Les éditions des cinq années suivantes se sont déroulées en Europe, elles sont l'occasion pour les coureurs de ce continent d'accumuler les places d'honneur. Les championnats du monde de 1894 à Anvers sont les derniers ouverts aux seuls coureurs amateurs. Ils sont également la dernière apparition de l'épreuve des 10 kilomètres dans des championnats. L'année suivante, à Cologne, quatre titres sont décernés, deux pour les amateurs, et deux pour les professionnels. Il s'agit des épreuves de vitesse et de demi-fond, il en est de même jusqu'en 1898 à Vienne. Ainsi, tous les titres ont été remportés par des Européens à l'exception du championnat de vitesse de 1898 remporté par un Américain A. Banker George. Le bilan de cinq années de championnat en Europe est favorables aux coureurs anglais avec cinq titres sur dix-huit, trois titres pour des coureurs allemands et néerlandais, deux pour des français et le premier titre pour un coureur norvégien, belge, irlandais et danois. Le premier titre professionnel de demi-fond est attribué à Jimmy Michael et le premier titre professionnel de vitesse à Robert Protin.
L'édition 1899 s'est déroulée au Canada, à Montréal. L'occasion a été prise par les coureurs nord-américains pour refaire apparition dans les meilleures places. Ainsi, sur quatre titres, deux sont remportés par des Américains et deux par des Anglais. De plus, sur les douze médailles distribuées, six ont été remportées par des Américains et deux par des Canadiens, le reste étant réparti entre les Anglais, Français et Canadien.
Douze nouvelles éditions se sont déroulées sur le continent européen, de 1900 à Paris jusqu'en 1911 à Rome. C'est ainsi que les coureurs européens ont repris leur mainmise sur les titres mondiaux, il s'agit en particulier des coureurs Français ayant raflé trois titres sur quatre à Paris en 1900 et en 1907. La tendance a exceptionnellement été inversée lors des championnats de Londres en 1904 avec trois victoires américaines. Les titres de ces championnats ont été répartis entre les Français avec treize titres, les Anglais avec neuf titres, les Danois, cinq titres, les Allemands et les Américains avec quatre titres, puis deux pour les Suisses et finalement un titre pour la Belgique, les Pays-Bas et l'Italie.
L'année suivante, en 1912, Newark aux États-Unis accueil la nouvelle édition pour la distribution de trois titres. Exceptionnellement, l'épreuve de demi-fond amateur n'est pas courue et c'est ainsi que les trois titres décernés sont gagnés par des Américains. De plus, ils réalisent un triplé sur les épreuves de vitesse amateur et de demi-fond professionnel. Les deux dernières médailles sont remportés sur la vitesse professionnelle par un Australien et un Français. Les deux dernières éditions avant-guerre eurent lieu à Leipzig en Allemagne, puis à Copenhague au Danemark. La première a offert deux titres à la Grande-Bretagne, un à la France, et à l'Allemagne. L'année suivante, en 1914 à Copenhague n'a permis de décerner qu'un seul titre, celui du demi-fond amateur remporté par le Néerlandais Cor Blekemolen. Il fut par l'occasion, et jusqu'en 1957, le dernier champion du monde amateur de demi-fond. Cette épreuve n'étant pas reconduite.
La Première Guerre mondiale est la cause de cinq années d'années d'interruption.
Le retour des championnats eurent lieu à Anvers en Belgique, en 1920. Après l'arrêt du demi-fond amateur, seules trois épreuves sont au programme et il en sera de même jusqu'en 1939. Ces vingt éditions se sont toutes déroulés en Europe permettant aux coureurs du continent de conserver leur supériorité sur la discipline. Quatre nations ont dominé le cyclisme sur piste. Il s'agit des Pays-Pas et de la France avec quatorze titres, de la Belgique avec onze titres puis de l'Allemagne avec neuf victoires. Il est à noter les quatre titres consécutifs en vitesse professionnel du français Lucien Michard puis les six victoires consécutives dans la même discipline de Jef Scherens, un Belge. Mais la dernière édition à Milan en Italie est interrompu à cause de la déclaration de guerre, la finale de la vitesse individuelle n'a pas été courue, malgré la troisième place de l'Allemand Albert Richter, et le demi-fond non plus.
Une nouvelle fois, la Seconde Guerre mondiale marque une pause dans l'histoire du cyclisme sur piste. Mais cette interruption permet un renouvellement des championnats avec de nouvelles disciplines. Le bilan de ces premières années de championnats montrent nettement une domination des nations européenne dans le cyclisme mondiale. Les pays comme l'Allemagne, la Belgique, la France, la Grande-Bretagne et les Pays-Bas ont été les acteurs principaux de ces compétitions.

### Après-guerre, le renouveau des championnats
Les championnats du monde refont leur apparition à Zurich en 1946 dans le pays de l'Union cycliste internationale, la Suisse. Une nouvelle épreuve fait son apparition lors cette édition. Il s'agit de la poursuite individuelle qui est proposée d'une part aux coureurs professionnels sur une distance de 5 000 mètres et d'autre part aux amateurs sur 4 000 mètres. Les championnats entre 1946 et 1957 à Rocourt en Belgique sont se sont déroulées, comme souvent, sur le continent européen. 1957 est la dernière année où ils sont réservés uniquement aux hommes.
Les premiers champions du monde de poursuite sont le Néerlandais Gerrit Peters pour la course professionnelle et le Français Roger Rioland pour la course amateur. Cette période est également l'occasion pour le cyclisme sur piste italien de s'imposer sur la scène mondiale. Avec 24 titres en douze éditions ces derniers devancent de loin les Anglais et les Français dont le nombre de titres est de huit puis les Néerlandais et les Belges avec respectivement six et cinq titres. Les Européens restent leaders sur le plan mondial, mais une nation émerge, c'est l'Australie avec Sydney Patterson quatre fois champion du monde. Ses titres sont répartis sur la vitesse amateur en 1949, la poursuite amateur en  1950 et deux en poursuite professionnelle en 1952 et 1953. Graham French apporte également un titre pour son pays en 1956 dans le demi-fond. Le Danemark avec trois titres, la Suisse avec deux et l'Espagne avec un titre complètent les nations championnes dans cette période.
Il a fallu attendre l'année 1958 pour voir les premières féminines sur les championnats du monde. La compétition se déroule à Paris et propose huit disciplines : la vitesse et la poursuite pour les professionnels, les amateurs et les féminines, et le demi-fond pour les professionnels et amateurs messieurs. Les premières féminines de l'histoire à être championnes du monde sont les Soviétiques Galina Ermolaeva en vitesse et Ludmilla Kotchetova en poursuite. Ces neuf épreuves seront présentes comme tel jusqu'au championnat de Zurich en 1961.
L'année suivante, à Milan, apparait l'épreuve de poursuite par équipes ouverte au coureurs amateurs. L'Allemagne de l'Ouest est la première équipe victorieuse de cette épreuve par équipes. Le podium est complété par le Danemark et l'Union des républiques socialistes soviétiques. Toutes ces épreuves ont lieu jusqu'au championnat de Saint-Sébastien en Espagne. La Belgique et l'Union soviétique sont les nations émergentes de cette période, la première en remportant huit titres et la deuxième, à égalité avec l'Italie, en remportant sept titres. À l'inverse, l'Angleterre et la France, ne sont plus en état de force, ils ne remportent respectivement que deux et un titres.
En 1966, à Francfort est courue pour la première fois la vitesse amateur en tandem mais également l'épreuve du kilomètre amateur. Il en est de même l'année suivante à Amsterdam. Exceptionnellement, en 1968, les championnats amateurs et professionnels ne sont pas disputés en même temps. Les premiers ont lieu à Montevideo, en Uruguay. Les prix décernés sont ceux de la vitesse, de la vitesse en tandem, du kilomètre, et de la poursuite individuelle et en équipe. Quant aux championnats professionnels, ils ont lieu à Rome avec les épreuves de vitesse et de poursuite pour les hommes et les femmes, mais également le demi-fond professionnel et amateur. Cette séparation des championnats professionnels et amateurs est reconduite l'année suivante, mais la plupart des épreuves sont organisées à Brno en Tchécoslovaquie. Seules la vitesse et la poursuite individuelle professionnelles ont lieu à Anvers en Belgique où elles sont remportées par deux coureurs locaux.
L'organisation des championnats retrouve une structure classique à Leicester en 1970, à Varèse en 1971 puis à Saint-Sébastien en 1973. Les onze épreuves ont lieu dans la même période. La quasi-totalité des titres sont encore remportés par des Européens, à l'exception de la poursuite amateur de 1971 où Martín Emilio Rodríguez offre un premier titre mondial à son pays, la Colombie et de la vitesse féminine de 1973 remportée par l'Américaine Sheila Young. 1972 est une année olympique, et seules les épreuves professionnelles et non-olympiques sont disputées aux championnats du monde de Marseille. Les deux titres féminins sont remportés par des coureuses soviétiques, les Belges remportent deux titres, tandis que l'Allemagne de l'Ouest et la Grande-Bretagne gagnent un titre chacun.
Après plus de cinquante organisations consécutives sur le continent européen, les championnats s'exportent exceptionnellement au Canada à Montréal. Les coureurs du continent américain ne sont pas en réussite et doivent se contenter d'une médaille de bronze en vitesse féminine. Le palmarès offre trois titres aux Allemands de l'Ouest, deux titres aux Tchécoslovaques, aux Soviétiques et aux Néerlandais et un aux Danois et aux Suisses. En 1975 les mondiaux sont de retour en Europe, à Rocourt (Belgique). L'année olympique 1976 marque la même dissociation, épreuves des Jeux olympiques pour les amateurs d'un côté et championnats du monde pour les professionnels et les épreuves non-olympiques de l'autre. Les mondiaux 1976 ont lieu à Monteroni en Italie. Sur les sept titres décernés, deux sont néerlandais, tandis que l'Australie, les États-Unis, la Pologne, l'Italie et l'Allemagne remportent chacun un titre.
En 1977, San Cristóbal, au Venezuela, accueille pour la première fois les meilleurs coureurs de monde. Douze épreuves sont proposées avec la course aux points qui fait sa première apparition. La victoire dans cette épreuve revient au Belge Stan Tourné, mais c'est une nouvelle nation qui émerge, le Japon. Ses représentants effectuent un doublé sur l'épreuve professionnelle de vitesse avec Kōichi Nakano et Yoshikazu Sugata respectivement premier et second. Les mêmes épreuves sont proposées à Munich et à Amsterdam avant qu'une nouvelle année olympique ne tronque la compétition organisée en France, à Besançon. Deux nouvelles épreuves sont malgré tout proposées : le keirin et la course aux points professionnelle remportée respectivement par l'Australien Danny Clark  et le Belge Stan Tourné. Quatorze épreuves sont dorénavant disputées, des championnats de Brno en 1981 jusqu'à Zurich en 1983 puis de Bassano del Grappa 1985 en Italie jusqu'à Vienne en 1987. 1984 et 1988 étant de nouvelles années olympiques, les championnats de Barcelone et de Gand ne présentent en amateur que le demi-fond et la vitesse en tandem.
Les championnats du monde de Lyon en 1989 sont l'occasion de décerner un nouveau titre : la course aux points féminine. La Britannique Sally Hodge devient la première championne de la discipline. L'édition suivante a lieu sur le continent asiatique, à Maebashi au Japon. Ces championnats, ainsi que les suivants à Stuttgart proposent pour la dernière fois quinze épreuves professionnelles ou amateurs. Les mondiaux de 1992 à Valence se déroulent sans les épreuves olympiques mais voient pour la toute dernière fois le demi-fond et la vitesse en tandem amateur.
En effet, l'Union cycliste internationale a décidé de réunir les deux fédérations que sont la FIAC et la FICP au sein de son organisation. Les désignations de professionnel et amateur ne sont donc plus utilisées pour distinguer les titres, le terme open est introduit, ce qui signifie que la compétition professionnelle est ouverte aux coureurs amateurs.

### L'èreopen
La distinction entre coureurs amateurs et coureurs professionnels disparaît pour aboutir à une seule compétition dite open. Des compétitions séparées pour les jeunes de moins de 25 ans voient le jour. Cette nouvelle organisation s'adapte aux réalités économiques du sport et met fin à l'ambigüité entre les statuts amateur et professionnel, de nombreux amateurs étant de faux amateurs, notamment dans les pays de l'est européen.
Les premiers championnats de l'ère open, en 1993, ont lieu à Hamar en Norvège. Onze disciplines sont proposées, il s'agit de la vitesse homme, femme et tandem ; du kilomètre homme ; du keirin ; de la course aux points hommes et femmes; de la poursuite individuelle hommes et femmes ; de la poursuite par équipes et du demi-fond. Mais ce format ne dure que deux ans et subit quelques modifications après les championnats de Palerme. Le tandem, qui manquait souvent de participants et était jugé trop dangereux, est remplacé par la vitesse par équipes, tandis que le demi-fond laisse sa place à la course à l'américaine, enfin, le 500 mètres féminin est également introduit. Cela porte à douze le nombre d'épreuves figurant au programme du Championnat du monde 1995. Ce format reste inchangé jusqu'aux championnats d'Anvers en 2001. À partir des championnats de Copenhague en 2002 trois nouvelles disciplines sont incluses : la keirin féminin et les courses scratch hommes et femmes. Jusqu'en 2003, les mondiaux ont lieu entre août et octobre. À partir de 2004, ils ont lieu six mois plus tôt, en février ou mars. D'autres épreuves viennent par la suite se greffer aux championnats, il s'agit de l'omnium en 2007 puis de l'omnium féminin aux championnats de Pruszkow en 2009. En 2017, lors des deuxièmes mondiaux de l'histoire organisés en Asie, la course à l’américaine féminine fait son apparition. Ainsi, pour la première fois, il y a autant d'épreuves féminines que masculines au programme des mondiaux. La course à l'élimination fait son apparition aux champion du monde en 2021, pour les hommes et les femmes.
À partir de 2021, les mondiaux se déroulent à nouveau plus tard dans la saison, en octobre au lieu de mars. Les mondiaux 2023 sont organisés dans le cadre des premiers championnats du monde de cyclisme UCI à Glasgow, qui rassemblent treize championnats du monde de cyclisme dans différentes disciplines cyclistes.

## Éditions
| Année   | Pays                  | Ville                |
| ------- | --------------------- | -------------------- |
| 1893    | États-Unis            | Chicago              |
| 1894    | Belgique              | Anvers               |
| 1895    | Allemagne             | Cologne              |
| 1896    | Danemark              | Copenhague           |
| 1897    | Royaume-Uni           | Glasgow              |
| 1898    | Autriche              | Vienne               |
| 1899    | Canada                | Montréal             |
| 1900    | France                | Paris                |
| 1901    | Allemagne             | Berlin               |
| 1902    | Italie et Allemagne   | Rome et Berlin       |
| 1903    | Danemark              | Copenhague           |
| 1904    | Royaume-Uni           | Londres              |
| 1905    | Belgique              | Anvers               |
| 1906    | Suisse                | Genève               |
| 1907    | France                | Paris                |
| 1908    | Allemagne             | Berlin et Leipzig    |
| 1909    | Danemark              | Copenhague           |
| 1910    | Belgique              | Bruxelles            |
| 1911    | Italie                | Rome                 |
| 1912    | États-Unis            | Newark               |
| 1913    | Allemagne             | Leipzig et Berlin    |
| 1914    | Danemark              | Copenhague           |
| 1915-19 | Non disputés          | Non disputés         |
| 1920    | Belgique              | Anvers               |
| 1921    | Danemark              | Copenhague           |
| 1922    | Royaume-Uni et France | Liverpool et Paris   |
| 1923    | Suisse                | Zurich               |
| 1924    | France                | Paris                |
| 1925    | Pays-Bas              | Amsterdam            |
| 1926    | Italie                | Milan et Turin       |
| 1927    | Allemagne             | Cologne et Elberfeld |
| 1928    | Hongrie               | Budapest             |
| 1929    | Suisse                | Zurich               |
| 1930    | Belgique              | Bruxelles            |
| 1931    | Danemark              | Copenhague           |
| 1932    | Italie                | Rome                 |
| 1933    | France                | Paris                |
| 1934    | Allemagne             | Leipzig              |
| 1935    | Belgique              | Bruxelles            |
| 1936    | Suisse                | Zurich               |
| 1937    | Danemark              | Copenhague           |
| 1938    | Pays-Bas              | Amsterdam            |
| 1939    | Italie                | Milan                |
| 1940-45 | Non disputés          | Non disputés         |
| 1946    | Suisse                | Zurich               |
| 1947    | France                | Paris                |
| 1948    | Pays-Bas              | Amsterdam            |
| 1949    | Danemark              | Copenhague           |
| 1950    | Belgique              | Rocourt              |
| 1951    | Italie                | Milan                |
| 1952    | France                | Paris                |
| 1953    | Suisse                | Zurich               |
| 1954    | Allemagne de l'Ouest  | Cologne              |
| 1955    | Italie                | Milan                |
| 1956    | Danemark              | Copenhague           |
| 1957    | Belgique              | Rocourt              |
| 1958    | France                | Paris                |
| 1959    | Pays-Bas              | Amsterdam            |
| 1960    | Allemagne de l'Est    | Leipzig              |
| 1961    | Suisse                | Zurich               |
| 1962    | Italie                | Milan                |
| 1963    | Belgique              | Rocourt              |
| 1964    | France                | Paris                |
| 1965    | Espagne               | Saint-Sébastien      |
| 1966    | Allemagne de l'Ouest  | Frankfurt            |

| Année | Pays                        | Ville                     |
| ----- | --------------------------- | ------------------------- |
| 1967  | Pays-Bas                    | Amsterdam                 |
| 1968  | Italie                      | Rome                      |
| 1969  | Belgique et Tchécoslovaquie | Anvers et Brno            |
| 1970  | Royaume-Uni                 | Leicester                 |
| 1971  | Italie                      | Varèse                    |
| 1972  | France                      | Marseille                 |
| 1973  | Espagne                     | Saint-Sébastien           |
| 1974  | Canada                      | Montréal                  |
| 1975  | Belgique                    | Rocourt                   |
| 1976  | Italie                      | Monteroni di Lecce        |
| 1977  | Venezuela                   | San Cristóbal             |
| 1978  | Allemagne de l'Ouest        | Munich                    |
| 1979  | Pays-Bas                    | Amsterdam                 |
| 1980  | France                      | Besançon                  |
| 1981  | Tchécoslovaquie             | Brno                      |
| 1982  | Royaume-Uni                 | Leicester                 |
| 1983  | Suisse                      | Zurich                    |
| 1984  | Espagne                     | Barcelone                 |
| 1985  | Italie                      | Bassano del Grappa        |
| 1986  | États-Unis                  | Colorado Springs          |
| 1987  | Autriche                    | Vienne                    |
| 1988  | Belgique                    | Gand                      |
| 1989  | France                      | Lyon                      |
| 1990  | Japon                       | Maebashi                  |
| 1991  | Allemagne                   | Stuttgart                 |
| 1992  | Espagne                     | Valence                   |
| 1993  | Norvège                     | Hamar                     |
| 1994  | Italie                      | Palerme                   |
| 1995  | Colombie                    | Bogota                    |
| 1996  | Royaume-Uni                 | Manchester                |
| 1997  | Australie                   | Perth                     |
| 1998  | France                      | Bordeaux                  |
| 1999  | Allemagne                   | Berlin                    |
| 2000  | Royaume-Uni                 | Manchester                |
| 2001  | Belgique                    | Anvers                    |
| 2002  | Danemark                    | Ballerup                  |
| 2003  | Allemagne                   | Stuttgart                 |
| 2004  | Australie                   | Melbourne                 |
| 2005  | États-Unis                  | Los Angeles               |
| 2006  | France                      | Bordeaux                  |
| 2007  | Espagne                     | Palma de Majorque         |
| 2008  | Royaume-Uni                 | Manchester                |
| 2009  | Pologne                     | Pruszkow                  |
| 2010  | Danemark                    | Ballerup                  |
| 2011  | Pays-Bas                    | Apeldoorn                 |
| 2012  | Australie                   | Melbourne                 |
| 2013  | Biélorussie                 | Minsk                     |
| 2014  | Colombie                    | Cali                      |
| 2015  | France                      | Saint-Quentin-en-Yvelines |
| 2016  | Royaume-Uni                 | Londres                   |
| 2017  | Hong Kong                   | Hong Kong                 |
| 2018  | Pays-Bas                    | Apeldoorn                 |
| 2019  | Pologne                     | Pruszkow                  |
| 2020  | Allemagne                   | Berlin                    |
| 2021  | France                      | Roubaix                   |
| 2022  | France                      | Saint-Quentin-en-Yvelines |
| 2023  | Grande-Bretagne             | Glasgow                   |
| 2024  | Danemark                    | Ballerup                  |
| 2025  | Chili                       | Santiago                  |
| 2026  | Chine                       | Shanghai                  |
| 2027  | France                      | Haute-Savoie              |
| 2028  |                             | à déterminer              |
| 2029  | Émirats arabes unis         | Abou Dabi                 |
| 2030  | Australie                   | Brisbane                  |

## Vélodromes
Pour profiter des meilleures conditions et réduire les risques de changement de programme liés à la météo, l'UCI a longtemps organisé les mondiaux sur piste l'été. Jusqu'en 1966, la compétition doit règlementairement se dérouler sur un vélodrome en plein air. Il faut attendre l'édition 1969, organisée au palais des sports d'Anvers, pour connaître le premier championnat sur un vélodrome couvert.  À partir de 1987, la tendance s'inverse et les vélodromes d'hiver prennent le dessus. De 1987 à 1995, on compte cinq mondiaux organisés sur un vélodrome couvert. La Colombie accueille en 1995 le dernier championnat du monde sur piste organisé en plein air.

## Résultats
| Type                | Discipline             | Type               | Discipline             |
| ------------------- | ---------------------- | ------------------ | ---------------------- |
| Épreuves masculines | Keirin                 | Épreuves féminines | Keirin                 |
| Épreuves masculines | Kilomètre              | Épreuves féminines | 500 mètres             |
| Épreuves masculines | Vitesse individuelle   | Épreuves féminines | Vitesse                |
| Épreuves masculines | Vitesse par équipes    | Épreuves féminines | Vitesse par équipes    |
| Épreuves masculines | Poursuite individuelle | Épreuves féminines | Poursuite              |
| Épreuves masculines | Poursuite par équipes  | Épreuves féminines | Poursuite par équipes  |
| Épreuves masculines | Course aux points      | Épreuves féminines | Course aux points      |
| Épreuves masculines | Course scratch         | Épreuves féminines | Course scratch         |
| Épreuves masculines | Américaine             | Épreuves féminines | Américaine             |
| Épreuves masculines | Omnium                 | Épreuves féminines | Omnium                 |
| Épreuves masculines | Course à l'élimination | Épreuves féminines | Course à l'élimination |
| Épreuves masculines | Demi-fond (disparu)    | Épreuves féminines |                        |
| Épreuves masculines | Tandem (disparu)       | Épreuves féminines |                        |

Les compétitions de vitesse, de poursuite et de demi-fond possédaient deux épreuves « amateur » et « professionnel » distinctes avant 1993. Depuis elles ont fusionné sous l'appellation « open ». La course aux points a été intégrée en 1993 sous le même terme.
Les compétitions de vitesse en tandem et de demi-fond sont abandonnées après 1994, pour diverses raisons, le tandem étant notamment jugé dangereux, et le demi-fond derrière derny devenu difficile à organiser. Ces épreuves comptant peu de pays pratiquants tombent ainsi en désuétude. Elles sont remplacées par des disciplines plus rapides et susceptibles d'éveiller l'intérêt du public : le keirin, la course aux points et la vitesse par équipes.

## Statistiques

### Tableau des médailles
Championnats du monde sur piste de 1893 à 2024
| Rang | Nation                       | Or   | Argent | Bronze | Total |
| ---- | ---------------------------- | ---- | ------ | ------ | ----- |
| 1    | France                       | 145  | 125    | 136    | 406   |
| 2    | Pays-Bas                     | 120  | 107    | 93     | 320   |
| 3    | Grande-Bretagne              | 120  | 94     | 81     | 295   |
| 4    | Allemagne                    | 116  | 110    | 125    | 351   |
| 5    | Italie                       | 91   | 97     | 106    | 294   |
| 6    | Australie                    | 87   | 102    | 79     | 268   |
| 7    | Union soviétique             | 58   | 50     | 36     | 144   |
| 8    | Belgique                     | 55   | 57     | 58     | 170   |
| 9    | États-Unis                   | 54   | 45     | 50     | 149   |
| 10   | Danemark                     | 36   | 44     | 38     | 118   |
| 11   | Allemagne de l'Est           | 35   | 31     | 27     | 93    |
| 12   | Suisse                       | 33   | 34     | 37     | 104   |
| 13   | Russie                       | 24   | 24     | 32     | 80    |
| 14   | Espagne                      | 20   | 22     | 15     | 57    |
| 15   | Nouvelle-Zélande             | 17   | 25     | 27     | 69    |
| 16   | Japon                        | 16   | 15     | 20     | 51    |
| 17   | Tchécoslovaquie              | 14   | 9      | 18     | 41    |
| 18   | Biélorussie                  | 14   | 2      | 7      | 23    |
| 19   | Pologne                      | 8    | 7      | 9      | 24    |
| 20   | Colombie                     | 8    | 6      | 2      | 16    |
| 21   | Canada                       | 7    | 20     | 17     | 44    |
| 22   | Hong Kong                    | 5    | 2      | 4      | 11    |
| 23   | Chine                        | 4    | 15     | 11     | 30    |
| 24   | Autriche                     | 4    | 8      | 10     | 22    |
| 25   | Ukraine                      | 4    | 7      | 3      | 14    |
| 26   | Cuba                         | 4    | 4      | 5      | 13    |
| 27   | Tchéquie                     | 3    | 5      | 7      | 15    |
| 28   | Lituanie                     | 2    | 8      | 11     | 21    |
| 29   | Norvège                      | 2    | 3      | 5      | 10    |
| 30   | Irlande                      | 2    | 3      | 4      | 9     |
| 31   | Argentine                    | 1    | 8      | 10     | 19    |
| 32   | Mexique                      | 1    | 7      | 4      | 12    |
| 33   | Malaisie                     | 1    | 2      | 5      | 8     |
| 34   | Portugal                     | 1    | 2      | 3      | 6     |
| 35   | Afrique du Sud               | 1    | 2      | 1      | 4     |
| 36   | Athlètes individuels neutres | 1    | 0      | 0      | 1     |
| 37   | Luxembourg                   | 0    | 2      | 2      | 4     |
| 37   | Trinité-et-Tobago            | 0    | 2      | 2      | 4     |
| 39   | Uruguay                      | 0    | 2      | 0      | 2     |
| 40   | Grèce                        | 0    | 1      | 2      | 3     |
| 41   | Corée du Sud                 | 0    | 1      | 1      | 2     |
| 42   | Barbade                      | 0    | 1      | 0      | 1     |
| 42   | Bohême                       | 0    | 1      | 0      | 1     |
| 42   | Israël                       | 0    | 1      | 0      | 1     |
| 42   | Lettonie                     | 0    | 1      | 0      | 1     |
| 46   | Empire austro-hongrois       | 0    | 0      | 2      | 2     |
| 46   | Suède                        | 0    | 0      | 2      | 2     |
| 48   | Corée du Nord                | 0    | 0      | 1      | 1     |
| 48   | Estonie                      | 0    | 0      | 1      | 1     |
| 48   | Kazakhstan                   | 0    | 0      | 1      | 1     |
| 48   | Liechtenstein                | 0    | 0      | 1      | 1     |
|      | Total                        | 1114 | 1114   | 1111   | 3339  |

### Tableau des médailles sous l'èreopen
Depuis 1993 et le début de l'ère open (épreuves où professionnels et amateurs peuvent s'affronter), 40 nations se sont partagé les médailles lors des différents championnats du monde :
Mise à jour après l'édition 2024
| Rang  | Nation                       | Or  | Argent | Bronze | Total |
| ----- | ---------------------------- | --- | ------ | ------ | ----- |
| 1     | Grande-Bretagne              | 77  | 60     | 49     | 186   |
| 2     | France                       | 76  | 50     | 51     | 177   |
| 3     | Australie                    | 69  | 78     | 59     | 206   |
| 4     | Allemagne                    | 61  | 54     | 64     | 179   |
| 5     | Pays-Bas                     | 52  | 50     | 33     | 135   |
| 6     | États-Unis                   | 27  | 19     | 25     | 71    |
| 7     | Italie                       | 25  | 25     | 30     | 80    |
| 8     | Russie                       | 24  | 23     | 32     | 79    |
| 9     | Nouvelle-Zélande             | 16  | 23     | 27     | 66    |
| 10    | Biélorussie                  | 14  | 2      | 7      | 23    |
| 11    | Danemark                     | 13  | 16     | 12     | 41    |
| 12    | Espagne                      | 12  | 17     | 13     | 42    |
| 13    | Belgique                     | 12  | 11     | 20     | 43    |
| 14    | Suisse                       | 8   | 3      | 5      | 16    |
| 15    | Colombie                     | 7   | 6      | 2      | 15    |
| 16    | Canada                       | 5   | 14     | 14     | 33    |
| 17    | Pologne                      | 5   | 3      | 5      | 13    |
| 18    | Hong Kong                    | 5   | 2      | 4      | 11    |
| 19    | Chine                        | 4   | 15     | 11     | 30    |
| 20    | Japon                        | 4   | 8      | 8      | 20    |
| 21    | Ukraine                      | 4   | 7      | 3      | 14    |
| 22    | Cuba                         | 4   | 4      | 5      | 13    |
| 23    | Tchéquie                     | 3   | 5      | 7      | 15    |
| 24    | Lituanie                     | 2   | 7      | 10     | 19    |
| 25    | Mexique                      | 1   | 7      | 4      | 12    |
| 26    | Autriche                     | 1   | 6      | 4      | 11    |
| 27    | Argentine                    | 1   | 5      | 9      | 15    |
| 28    | Irlande                      | 1   | 3      | 3      | 7     |
| 29    | Malaisie                     | 1   | 2      | 5      | 8     |
| 30    | Portugal                     | 1   | 2      | 3      | 6     |
| 31    | Athlètes individuels neutres | 1   | 0      | 0      | 1     |
| 32    | Afrique du Sud               | 0   | 2      | 1      | 3     |
| 33    | Trinité-et-Tobago            | 0   | 2      | 0      | 2     |
| 34    | Grèce                        | 0   | 1      | 2      | 3     |
| 35    | Corée du Sud                 | 0   | 1      | 1      | 2     |
| 36    | Barbade                      | 0   | 1      | 0      | 1     |
| 36    | Israël                       | 0   | 1      | 0      | 1     |
| 36    | Lettonie                     | 0   | 1      | 0      | 1     |
| 36    | Uruguay                      | 0   | 1      | 0      | 1     |
| 40    | Norvège                      | 0   | 0      | 3      | 3     |
| 41    | Estonie                      | 0   | 0      | 1      | 1     |
| 41    | Kazakhstan                   | 0   | 0      | 1      | 1     |
| Total | Total                        | 536 | 537    | 533    | 1606  |

### Cyclistes les plus titrés
Hommes
| Rang | Cycliste         | Pays        | Première médaille | Dernière médaille | Médaille d'or, Coupe du Monde | Médaille d'argent, Coupe du Monde | Médaille de bronze, Coupe du Monde | Total | Disciplines                                          |
| ---- | ---------------- | ----------- | ----------------- | ----------------- | ----------------------------- | --------------------------------- | ---------------------------------- | ----- | ---------------------------------------------------- |
| 1    | Harrie Lavreysen | Pays-Bas    | 2017              | 2024              | 16                            | 3                                 | 0                                  | 19    | Vitesse, keirin, vitesse par équipes, kilomètre      |
| 2    | Arnaud Tournant  | France      | 1997              | 2008              | 14                            | 3                                 | 2                                  | 19    | Vitesse par équipes, kilomètre, vitesse, keirin      |
| 3    | Chris Hoy        | Royaume-Uni | 1999              | 2012              | 11                            | 6                                 | 8                                  | 25    | Vitesse par équipes, kilomètre, vitesse, keirin      |
| 4    | Jeffrey Hoogland | Pays-Bas    | 2015              | 2024              | 10                            | 10                                | 0                                  | 20    | Kilomètre, vitesse, keirin, vitesse par équipes      |
| 5    | Florian Rousseau | France      | 1993              | 2002              | 10                            | 2                                 | 4                                  | 16    | Vitesse par équipes, kilomètre, vitesse              |
| 6    | Urs Freuler      | Suisse      | 1978              | 1989              | 10                            | 0                                 | 5                                  | 15    | Course aux points, keirin, poursuite par équipes     |
| 7    | Kōichi Nakano    | Japon       | 1977              | 1986              | 10                            | 0                                 | 0                                  | 10    | Vitesse                                              |
| 8    | Cameron Meyer    | Australie   | 2009              | 2018              | 9                             | 4                                 | 2                                  | 15    | Poursuite par équipes, course aux points, américaine |
| 9    | Grégory Baugé    | France      | 2006              | 2019              | 9                             | 4                                 | 1                                  | 14    | Vitesse, vitesse par équipes                         |
| 10   | Daniel Morelon   | France      | 1964              | 1980              | 8                             | 3                                 | 5                                  | 16    | Vitesse, tandem, keirin                              |

Femmes
| Rang | Cycliste             | Pays        | Première médaille | Dernière médaille | Médaille d'or, Coupe du Monde | Médaille d'argent, Coupe du Monde | Médaille de bronze, Coupe du Monde | Total | Disciplines                                                 |
| ---- | -------------------- | ----------- | ----------------- | ----------------- | ----------------------------- | --------------------------------- | ---------------------------------- | ----- | ----------------------------------------------------------- |
| 1    | Anna Meares          | Australie   | 2003              | 2016              | 11                            | 10                                | 6                                  | 27    | Vitesse, vitesse par équipes, keirin, 500 mètres            |
| 2    | Kristina Vogel       | Allemagne   | 2012              | 2018              | 11                            | 1                                 | 4                                  | 14    | Vitesse, vitesse par équipes, keirin                        |
| 3    | Félicia Ballanger    | France      | 1994              | 1999              | 10                            | 1                                 | 0                                  | 11    | Vitesse, 500 mètres                                         |
| 4    | Victoria Pendleton   | Royaume-Uni | 2005              | 2012              | 9                             | 5                                 | 2                                  | 16    | Vitesse, vitesse par équipes, keirin, 500 mètres            |
| 5    | Kirsten Wild         | Pays-Bas    | 2011              | 2021              | 9                             | 4                                 | 5                                  | 18    | Course aux points, course à l'américaine, scratch, omnium   |
| 6    | Sarah Hammer         | États-Unis  | 2006              | 2017              | 8                             | 5                                 | 2                                  | 15    | Poursuite, poursuite par équipes, course aux points, omnium |
| 7    | Lea Sophie Friedrich | Allemagne   | 2020              | 2023              | 8                             | 3                                 | 2                                  | 13    | 500 mètres, keirin, vitesse, vitesse par équipes            |
| 8    | Emma Hinze           | Allemagne   | 2019              | 2023              | 8                             | 1                                 | 2                                  | 11    | 500 mètres, keirin, vitesse, vitesse par équipes            |
| 9    | Natallia Tsylinskaya | Biélorussie | 2000              | 2007              | 8                             | 1                                 | 1                                  | 10    | Vitesse, 500 mètres                                         |
| 10   | Chloé Dygert         | États-Unis  | 2016              | 2024              | 8                             | 1                                 | 0                                  | 9     | Poursuite, poursuite par équipes                            |